# Tratatul de la Paris (1951)

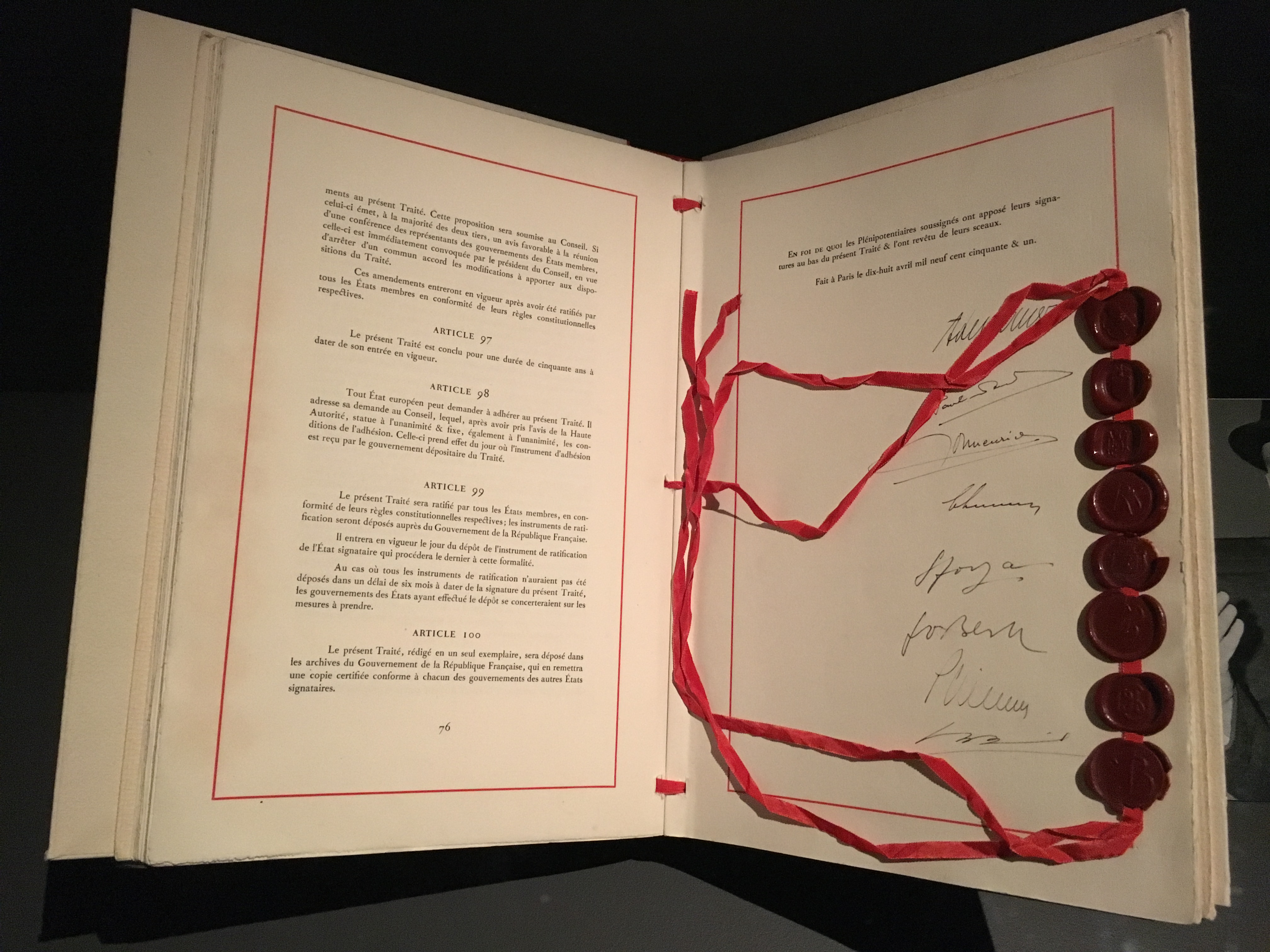
Tratatul pentru instituirea Comunității Europene a Cărbunelui și Oțelului

Tratatul de la Paris (1951), semnat în 18 aprilie 1951 între Belgia, Franța, Germania de Vest, Italia, Luxembourg și Olanda a creat Comunitatea Europeană a Cărbunelui și Oțelului (European Coal and Steel Community sau ECSC), care a devenit ulterior parte a Uniunii Europene.  Tratatul a expirat în 23 iulie 2002, la exact 50 de ani după ce intrase în vigoare.
Acest tratat a fost considerat ca fundația aducerii Europei la pace după cel de-al Doilea Război Mondial. Unele dintre fostele națiuni dușmane au ajuns să folosească în comun producția de cărbune și oțel, care fuseseră resursele cel mai solicitate în timpul conflagrației mondiale. 
| Semnat A intrat în vigoare Document | 1948 Tratatul de la Bruxelles                                   | 1951 1952 Tratatul de la Paris | 1954 1955 Tratatul de la Bruxelles modificat          | 1957 1958 Tratatele de la Roma                        | 1965 1967 Tratatul de fuziune                         | 1975 N/A Concluziile Consiliului European                          | 1985 Acordul de la Schengen                                        | 1986 1987 Actul unic european                                      | 1992 1993 Tratatul de la Maastricht                                | 1992 1993 Tratatul de la Maastricht | 1997 1999 Tratatul de la Amsterdam | 2001 2003 Tratatul de la Nisa | 2007 2009 Tratatul de la Lisabona | 2007 2009 Tratatul de la Lisabona |  |  |  |  |  |  |  |  |
|                                     |                                                                 |                                |                                                       |                                                       |                                                       |                                                                    |                                                                    |                                                                    |                                                                    |                                     |                                    |                               |                                   |                                   |  |  |  |  |  |  |  |  |
| Cei trei piloni ai Uniunii Europene |                                                                 |                                |                                                       |                                                       |                                                       |                                                                    |                                                                    |                                                                    |                                                                    |                                     |                                    |                               |                                   |                                   |  |  |  |  |  |  |  |  |
| Comunitățile Europene:              |                                                                 |                                |                                                       |                                                       |                                                       |                                                                    |                                                                    |                                                                    |                                                                    |                                     |                                    |                               |                                   |                                   |  |  |  |  |  |  |  |  |
|                                     | Comunitatea Europeană a Energiei Atomice (EURATOM)              |                                |                                                       |                                                       |                                                       |                                                                    |                                                                    |                                                                    |                                                                    |                                     |                                    |                               |                                   |                                   |  |  |  |  |  |  |  |  |
|                                     |                                                                 |                                | Comunitatea Europeană a Cărbunelui și Oțelului (CECO) | Comunitatea Europeană a Cărbunelui și Oțelului (CECO) | Comunitatea Europeană a Cărbunelui și Oțelului (CECO) | Comunitatea Europeană a Cărbunelui și Oțelului (CECO)              | Tratatul a expirat în 2002                                         | Tratatul a expirat în 2002                                         | Tratatul a expirat în 2002                                         |                                     | Uniunea Europeană (UE)             | Uniunea Europeană (UE)        |                                   |                                   |  |  |  |  |  |  |  |  |
|                                     |                                                                 |                                | Comunitatea Economică Europeană (CEE)                 |                                                       |                                                       |                                                                    |                                                                    |                                                                    |                                                                    |                                     | Uniunea Europeană (UE)             | Uniunea Europeană (UE)        |                                   |                                   |  |  |  |  |  |  |  |  |
|                                     |                                                                 |                                |                                                       | Regulile Schengen                                     |                                                       |                                                                    | Comunitatea Europeană (EC)                                         | Comunitatea Europeană (EC)                                         |                                                                    |                                     | Uniunea Europeană (UE)             | Uniunea Europeană (UE)        |                                   |                                   |  |  |  |  |  |  |  |  |
|                                     |                                                                 | TREVI                          | TREVI                                                 | TREVI                                                 | Justiție și afaceri interne (JHA)                     |                                                                    | Comunitatea Europeană (EC)                                         | Comunitatea Europeană (EC)                                         |                                                                    |                                     | Uniunea Europeană (UE)             | Uniunea Europeană (UE)        |                                   |                                   |  |  |  |  |  |  |  |  |
|                                     | Cooperarea polițienească și judiciară în materie penală (CPJMP) | TREVI                          | TREVI                                                 | TREVI                                                 | Justiție și afaceri interne (JHA)                     |                                                                    |                                                                    |                                                                    |                                                                    |                                     | Uniunea Europeană (UE)             | Uniunea Europeană (UE)        |                                   |                                   |  |  |  |  |  |  |  |  |
|                                     |                                                                 |                                |                                                       |                                                       | Cooperarea Politică Europeană (EPC)                   | Politica externă și de securitate comună a Uniunii Europene (PESC) | Politica externă și de securitate comună a Uniunii Europene (PESC) | Politica externă și de securitate comună a Uniunii Europene (PESC) | Politica externă și de securitate comună a Uniunii Europene (PESC) |                                     | Uniunea Europeană (UE)             | Uniunea Europeană (UE)        |                                   |                                   |  |  |  |  |  |  |  |  |
| Instituții neconsolidate            | Instituții neconsolidate                                        | Uniunea Vest-Europeană (UVE)   | Uniunea Vest-Europeană (UVE)                          | Uniunea Vest-Europeană (UVE)                          | Uniunea Vest-Europeană (UVE)                          | Uniunea Vest-Europeană (UVE)                                       | Uniunea Vest-Europeană (UVE)                                       |                                                                    |                                                                    |                                     |                                    | Uniunea Europeană (UE)        |                                   |                                   |  |  |  |  |  |  |  |  |
| Instituții neconsolidate            | Instituții neconsolidate                                        | Uniunea Vest-Europeană (UVE)   | Uniunea Vest-Europeană (UVE)                          | Uniunea Vest-Europeană (UVE)                          | Uniunea Vest-Europeană (UVE)                          | Uniunea Vest-Europeană (UVE)                                       | Uniunea Vest-Europeană (UVE)                                       | Tratatul a expirat în 2011                                         |                                                                    |                                     |                                    |                               |                                   |                                   |  |  |  |  |  |  |  |  |
|                                     |                                                                 |                                |                                                       |                                                       |                                                       |                                                                    |                                                                    |                                                                    |                                                                    |                                     |                                    | v • d • m                     |                                   |                                   |  |  |  |  |  |  |  |  |